# María Alché
María Alché (nascuda María Alchéa a Buenos Aires, 23 de abril de 1983) 3 d'abril de 1983) és una actriu, directora, guionista, productora i fotògrafa argentina.
Va estudiar Direcció Cinematogràfica a l'Escuela Nacional de Experimentación y Realización Cinematográfica (ENERC), de Buenos Aires, graduant-se el 2010.
En la seva trajectòria com a actriu es destaquen La niña santa, Tratame bien i Me casé con un boludo.
Com a guionista i directora, va realitzar alguns curtmetratges que van ser seleccionats a prestigiosos festivals com el Festival Internacional de Cinema de Locarno, el Festival Internacional del Nou Cinema Llatinoamericà de l'Havana i el Festival Internacional de Cinema de Rotterdam. Des de 2015 és professora de Direcció d'Actors a l'ENERC. El 2018 va estrenar el seu primer llargmetratge, una coproducció entre l'Argentina, el Brasil, Alemanya i Noruega, Familia sumergida.

## Filmografia com a actriu

### Televisió
| Televisió | Televisió                 | Televisió         | Televisió | Televisió               |
| Any       | Títol                     | Personatge        | Canal     | Notes                   |
| --------- | ------------------------- | ----------------- | --------- | ----------------------- |
| 2009      | Tratame bien              | Helena Chokaklian | El Trece  | Participació especial   |
| 2011      | Televisión x la inclusión | Amparo            | Canal 9   | Participació especial   |
| 2012      | El donante                | Violeta           | Telefe    | Protagonista            |
| 2013      | Historias de corazón      | Aldana            | Telefe    | Ep: La mamá de Santiago |

### Cinema
| Cinema | Cinema                        | Cinema        | Cinema                              | Cinema |
| Any    | Títol                         | Rol           | Direcció                            | Notes  |
| ------ | ----------------------------- | ------------- | ----------------------------------- | ------ |
| 2004   | La niña santa                 | Amalia        | Lucrecia Martel                     |        |
| 2005   | Condón Express                | Magalí        | Luis Prieto                         |        |
| 2005   | Lejos del sol                 | Rosa          | Pablo Agüero                        | Curt   |
| 2007   | Puertas adentro               | Olivia        | Martín Carranza                     | Curt   |
| 2007   | Tres minutos                  | Lala Zembrino | Diego Lublinsky                     |        |
| 2007   | El maldito oeste              | Dora          | Albert Pyun                         |        |
| 2008   | La hermana menor              | Martina       | Dodi Scheuer y Roberto Scheuer      |        |
| 2009   | Ni Dios, ni patrón, ni marido | Matilde       | Laura Mañá                          |        |
| 2011   | Mi primera boda               | Lala          | Ariel Winograd                      |        |
| 2011   | Luminaris                     | Noia          | Juan Pablo Zaramella                | Curt   |
| 2011   | Muta                          | Model         | Lucrecia Martel                     | Curt   |
| 2012   | La mañana de Navidad          | Nayla         | Gastón Margolin i Martín Morgenfeld | Curt   |
| 2014   | El amor y otras historias     | Camila Kander | Alejo Flah                          |        |
| 2016   | Me casé con un boludo         | Pichu         | Juan Taratuto                       |        |
| 2016   | Chuquiragua                   | Lucía         | Mateo Herrera                       |        |

### Vídeos musicals
| 2021 | Babasónicos | La izquierda de la noche |

## Filmografía com a cineasta
| Cinema | Cinema                     | Cinema                            | Cinema        |
| Any    | Títol                      | Rol                               | Notes         |
| ------ | -------------------------- | --------------------------------- | ------------- |
| 2008   | ¿Quién se metió con Mayra? | Directora                         | Curtmetratge  |
| 2012   | Noelia                     | Directora, guionista y productora | Curtmetratge  |
| 2012   | Nosilatiaj. La Belleza     | Entrenadora actoral               | Llargmetratge |
| 2018   | Familia sumergida          | Directora y guionista             | Llargmetratge |
| 2023   | Puan                       | Directora i guionista             | Llargmetratge |